# Зюдербергланд

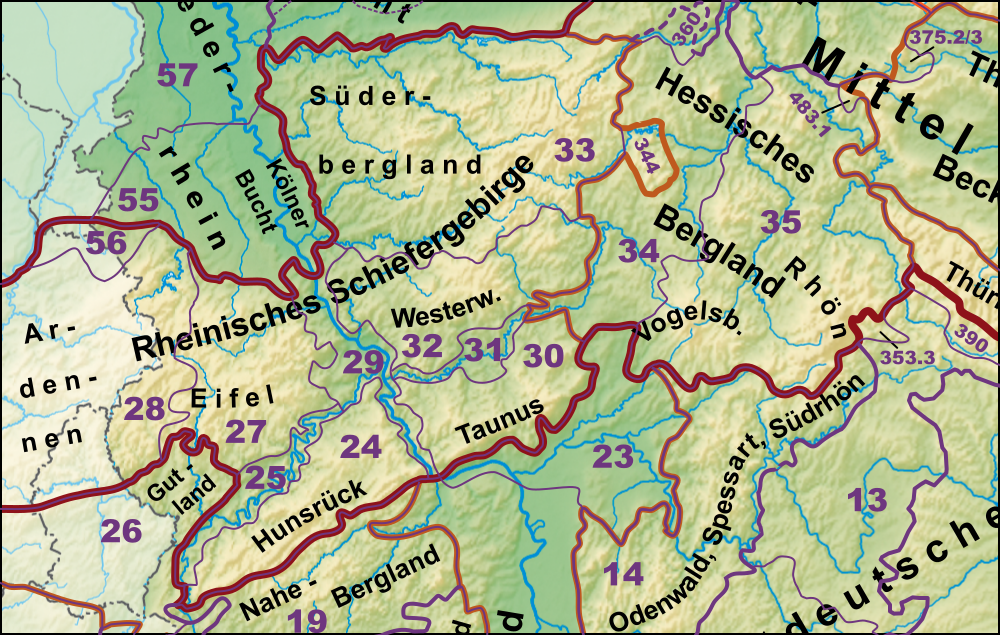
Положение Зюдербергланда на карте Рейнских сланцевых гор

Зюдербергланд (нем. Süderbergland, также Südergebirge и Bergisch-Sauerländisches Gebirge) — крупный природно-территориальный комплекс (ПТК) физико-географического районирования Германии в ранге основных единиц (код 33 или D38) в пределах Рейнских сланцевых гор на территории земли Северный Рейн-Вестфалия и на северо-западе земли Гессен.

## Горные массивы и их высочайшие горы
Зюдербергланд включает в себя несколько горных массивов, большинство из которых обычно называют общим термином «Зауэрланд».
- Ротхаргебирге (Лангенберг 843,2 м)
- Заальхаузер-Берге (Химберг 688,5 м)
- Эббегебирге (Нордхелле 663,3 м)
- Леннегебирге (Хомерт 656,1 м)
- Плаквальд (581,5 м)

Гессенская возвышенность (Hessische Upland) является частью Ротхаргебирге и его восточных предгорий.

## Физико-географическое подразделение территории
Физико-географическое районирование Зюдербергланда было опубликовано в 1957 году в 4/5 выпусках справочника по природно-территориальному районированию Германии (стр. 481-525), описанного Вильгельмом Хартнаком и разделенного на трехзначные основные единицы. ПТК 337, 338 и 339 ( стр. 517 и далее) были описано Адольфом Шюттлером. Картирование и нумерация проводились уже в 1954 году, но были изменены в 1960 году. Более подробное подразделение ПТК (десятичные разряды) было произведено на отдельных листах карт масштаба 1: 200 000: 125 Марбург (Герхард Занднер 1960), 108/109 Дюссельдорф / Эркеленц (K. Паффен, A. Шюттлер, H. Мюллер-Мини 1963), 111 Арользен (Мартин Бюргенер 1963), 110 Арнсберг (Мартин Бюргенер 1969), 124 Зиген  (H. Фишер 1972) и 122/123 Кёльн / Ахен (E. Глёссер 1978).
- 33 Зюдербергланд
  - 330 Миттельзиг-Бергланд
    - 330.0 Зюдлихес Миттельзиг-Бергланд (с Лёйшайд и Кроппахер Швайц)
    - 330.1 Миттельзигталь
    - 330.2 Нёрдлихес Миттельзиг-Бергланд (с Нутшайд)

  - 331 Зигерланд 
    - 331.0 Нордзигерлердер Бергланд
    - 331.1 Хильхенбахер Винкель
    - 331.2 Зигерлендер Ротхар-Форхёен
    - 331.3 Хеллербергланд
    - 331.4 Нидерсхельден-Бецдорфер-Зигталь
    - 331.5 Гибельвальд

  - 332 Остзауерлендер Гебиргсранд
    - 332.0 Закпфайфен-Форхёен
    - 332.1 Хинтерлендер Эдербергланд 
      - 332.10 Хацфельдер Бергланд
      - 332.11 Эльбригхёйзер Вальд
      - 332.12 Баттенбергер Ригель

    - 332.2 Франкенбергер Грунд
    - 332.3 Вальдштрут 
      - 332.30 Брайте Штрут
      - 332.31 Заксенбергер Ляймештрут
      - 332.32 Гессенштайнер Вальд
      - 332.33 Ёркше Швайц
      - 332.34 Арштрут

    - 332.4 Медебахер Бухт
    - 332.5 Графшафтер Бергланд
      - 332.50 Эшенберг-Айзенбергрюкен (с Эппер Пасс)
        - Эшенберг (535 м)
        - Айзенберг (560 м)
        - Эппер Пасс

      - 332.51 Хардт и Випперберг
        - Хардт (до 630,5 м)
        - Хаймберг (537,7 м)
        - Випперберг (до 543 м)

      - 332.52 Графшафтер Каммер (с Уплендер Тор)
      - 332.53 Хое Раде (до 570 м)

    - 332.6 Форуплендер Адорфер Бухт
    - 332.7 Димель-Бергланд 
      - 332.70 Падбергер Швайц
      - 332.71 Бределарер Каммер

  - 333 Ротхаргебирге (с Хохзауэрландом)
    - 333.0 Дилль-Лан-Эдер-Квельгебит 
      - 333.00 Кальтайхе (с Хайнхер Хёе (до 641,1 м)
      - 333.01 Эделькопф-Ланкопф-Рюккен [4][5] (до 694,1 м)

    - 333.1 Виттгенштайнер Каммер
    - 333.2 Виттгенштайнер-Ланбергланд (Зюдвиттгенштайнер-Бергланд, Виттгенштайнер-Бергланд[6] более 680 м)
    - 333.3 Закпфайфе (674 м)
    - 333.4 Вестротхархёен
      - 333.40 Брахтхёйзер-Хое-Вальдберге (до 656,2 м)
      - 333.41 Вестлихе Рюспер Ротхар (до 756,3 м)
      - 333.42 Ауэр-Эдербергланд

    - 333.5 Винтербергер Хохланд
      - 333.50 Вильде Штрут (до 728,1 м; Хайскопф)
      - 333.51 Цигенхелле (до 815,9 м)
      - 333.52 Остлихе (Кюхудер) Ротхар
      - 333.53 Лангевизе
      - 333.54 Астенберг (до 841,9 м)
      - 333.55 Хунау (до 818,5 м)
      - 333.56 Харфельд (Винтербергер Хохмульде)
      - 333.57 Нордхеллер-Хёен
      - 333.58 Лангенберг (до 843,2 м)

    - 333.6 Леннекессель
    - 333.7 Хое-Зайте
    - 333.6 Леннекессель (до 764,7 м Фордерстер Хоер Кнохен)
    - 333.7 Хое Зайте (до 792,2 м Ретсберг)
    - 333.8 Хохзауэрленде-Шлюхтгебирге
      - 333.80 Бёдефельдер Мульде (с Аззингхаузер Грунд)
        - Бёдефельдер Мульде
        - Аззингхаузер Грунд

      - 333.81 Рамсбеккер Рюккен и Шлюхтен (до 744,8 м)
      - 333.82 Шелльхорн и Трайсвальд (до 806,1 м)
      - 333.83 Хабух (до 670,2 м)
      - 333.84 Хеннеборнер Телер и Рюккен (до 653,6 м)

    - 333.9 Упланд
      - 333.90 Иннерес Упланд (до 740 м)
      - 333.91 Фордеруплендер Рюккен (до 634,7 м)

  - 334 Нордзауэрлендер-Оберланд
    - 334.0 Зундернер Вельдер
    - 334.1 Овентропер-Рурталь
    - 334.2 Унтерер-Арнсбергер-Вальд
    - 334.3 Оберер-Арнсбергер-Вальд
    - 334.4 Варштайнер-Хюгельланд
    - 334.5 Плакквальд
    - 334.6 Обермёне-и-Альмевальд
    - 334.7 Брилонер-Ланд
    - 334.8 Фюрстенбергер-Вальд

  - 335 Зауэрлендер Зенкен
    - 335.0 Оберрургезенке
    - 335.1 Фредебургер-Каммер
    - 335.2 Аттендорн-Эльспер-Калькзенкен
    - 335.3 Коббенродер-Ригель
    - 335.4 Эслое-Райстер-Зенке
    - 335.5 Мешедер Каммер
    - 335.6 Хеллефельдер Зенкен (с Хардбергкетте)
    - 335.7 Оберхённевинкель

  - 3361 Меркишес-Оберланд
    - 3361.0 Бреккерфельдер-Хохфлехе
    - 3361.1 Хагенер-Рандхёен
    - 3361.2 Фольме-Намер-Ленне-Тальшлюхтен
    - 3361.3 Хюльшайдер-Хохфлехен
    - 3361.4 Имертхохфлехе
    - 3361.5 Изерлонер-Бальвер-Хоенранд
    - 3361.6 Хальвер-Люденшайдер-Хохфлехен
    - 3361.7 Вердолер-Леннеталь
    - 3361.8 Нойенрадер-Хохфлюр
    - 3361.9 Киршпер-Бухт

  - 3362 Зюдзауэрлендер-Бергланд
    - 3362.0 Эббегебирге
    - 3362.1 Рёнкхаузер-Леннеталь
    - 3362.2/3 Леннегебирге
      - 3362.2 Хомертрюккен
      - 3362.3 Гревенштайнер-Берге

    - 3362.4 Миттельбиггебергланд
    - 3362.5 Зюдзауэрлендер-Ротхарфорхёхен (с Заальхаузер-Берген)
    - 3362.6 Обербигге-Хохфлехе

  - 3371 Нидербергиш-Меркишес-Хюгельланд
    - 3371.0 Нидербергише-Хоентеррасен
    - 3371.1 Бергиш-Меркишес-Хюгельланд (Бергско-Меркишское холмистое низкогорье)
    - 3371.2 Рурталь
    - 3371.3 Вупперталер Зенке
    - 3371.4 Ардайпфорте
    - 3371.5 Ардай

  - 3372 Нидерзауэрланд
    - 3372.0 Унтерес Эннепеталь
    - 3372.1 Хагенер-Телеркессель
    - 3372.2 Фрёнденбергер-Хоенхайде
    - 3372.3 Миттельрурзенке
    - 3372.4 Нидерзауэрлендер-Хайден
    - 3372.5 Нехаймер-Рурталь
    - 3372.6 Фюрстенберг
    - 3372.7 Изерлонер-Форхёен (Зайлерхёен)
    - 3372.8 Хахенер-Куппенланд
    - 3372.9 Изерлонер-Калькзенкен

  - 338 Бергское плато
    - 338.0 Миттельбергише-Хохфлехен
    - 338.1 Нордбергише-Хохфлехен
    - 338.2 Южно-Бергское плато
      - 338.22 Зюльцбергланд
        - 338.224 Берброхер-Хёе (Высоты Берброхера)
        - 338.225 Седловины и котловины Зюльца

    - 338.3 Випперквелльгебит
    - 338.4 Аггер-Зюльц-Хохфлехен
    - 338.5 Мухер-Хохфлехе
    - 338.6 Вальшайд-Зельшайдер-Лёссгебит
    - 338.7 Брёльхохфлехе

  - 339 Бергданд-Оберен Аггер-Виль 
    - 339.0 Обераггербергланд
    - 339.1 Обераггерталь
    - 339.2 Вильбергланд
    - 339.3 Хеккбергер-Вальд
    - 339.4 Обервильбергланд

## Границы Зюдербергланда
- Север — Вестфальская низменность (54 = D34)
- Северо-восток — Обере Везербергланд (36, часть Нидерзехсишес-Бергландес D36)
- Восток — Вестхессишес-Бергланд (34)
- Юг — Вестервальд (32 = D39)
- Запад — долина Рейна: Миттельрайнгебит (29 = D44), Кёльнская низменность (55), Нидеррайнишес-Тифланд (57).